# Skambankt
Skambankt (Скамбанкт, «Отпизженные») — норвежская хардкор-группа из города Клепп. Они играют смесь из классического рок-н-ролла, панка и хард-рока, в традиции групп AC/DC, Sex Pistols, Ramones и The Stooges.

## Состав группы
1. Ted Winters — вокал, гитара
2. Hans Panzer — гитара, бэквокал
3. Don Fist — бас, бэквокал
4. Bones Wolsman — ударные

## Дискография
Альбомы
- Skambankt — 2004
- Skamania — 2005
- Eliksir — 2007
- Søvnløs — 2010
- Sirene — 2014
- Horisonten Brenner — 2018